# Neominois dionysius
Neominois dionysius är en fjärilsart som beskrevs av Samuel Hubbard Scudder 1878. Neominois dionysius ingår i släktet Neominois och familjen praktfjärilar. Inga underarter finns listade i Catalogue of Life.